# Vaixell obelisc
Els vaixells obelisc eren embarcacions utilitzades per al transport d'obeliscs.
En l'actualitat, vuit obeliscs de l'antic Egipte destaquen a Roma, encara que no en els seus llocs originals. El primer dels obeliscs, l'obelisc Flamini de 263 tones, va ser transportat des d'Heliòpolis - avui dia El Caire - l'any 10 aC mentre que l'últim, l'obelisc de Laterà, de 500 tones, va ser transportat des de Karnak.

## Descripcions
Només es conserven dos textos que descriuen els vaixells que transportaven el obeliscs d'Egipte a través de la Mediterrània fins a Roma. El primer text és de Plini el Vell (AD 23-79), que va descriure els grans vaixells que transportaven l'obelisc del Vaticà l'any 40 de la nostra era, sota el regnat de l'emperador Calígula. La segona descripció prové d'Ammià Marcel·lí (AD 330-393), que descriu els vaixells que transportaven l'obelisc de Laterà el 357 AD.

## Destrucció de vaixells
Hi ha poca evidència dels grans vaixells que transportaven els grans obeliscos per tota la Mediterrània. Un dels dos vaixells que transportaren l'obelisc del Vaticà va ser enfonsat intencionadament per l'emperador Claudi per construir el port de Portus; l'altre es va cremar durant el regnat de Calígula (36-41 dC), mentre s'exhibia al port de Pozzuoli.

## Arquitectura naval
L'evidència que es coneix suggereix que els vaixells van ser construïts de manera similar als vaixells egipcis representats a la tomba del faraó Unas a Saqqara. Les representacions mostren dos vaixells que transporten l'obelisc submergit entre ells.
Els romans van construir tres vaixells per transportar un obelisc. Els dos vaixells de popa eren de forma rectangular, i feien 37 metres de llarg i 5 metres d'ample. Els dos vaixells es mantenien units per bigues longitudinals, mentre que l'obelisc va ser lligat a aquestes bigues longitudinals i es va mantenir sota l'aigua immòbil. El tercer vaixell, un trirrem més gran, era a la part davantera i va ser lligat als dos vaixells més grans que portaven l'obelisc. El propòsit de la tercera nau era ajudar a dirigir els dos vaixells de popa, per a la qual cosa disposava de remers i veles per a navegar a través de la Mediterrània.